# Afrodrassex
Genre
Afrodrassex est un genre d'araignées aranéomorphes de la famille des Gnaphosidae.

## Distribution
Les espèces de ce genre se rencontrent en Afrique du Sud et en Angola.

## Liste des espèces
Selon World Spider Catalog (version 23.5, 12/10/2022) :
- Afrodrassex balrog Haddad & Booysen, 2022
- Afrodrassex catharinae Haddad & Booysen, 2022

## Systématique et taxinomie
Ce genre a été décrit par Haddad et Booysen en 2022 dans les Gnaphosidae.

## Publication originale
- Haddad & Booysen, 2022 : « The ground spider genera Leptodrassex Murphy, 2007 and Leptopilos Levy, 2009 (Araneae: Gnaphosidae) in southern Africa, including the description of a new genus and seven new species. » Zootaxa, no 5941(1), p. 1-32.